# 宇都宫丰纲
宇都宮丰綱（うつのみや とよつな）是战国時代和安土桃山時代的武将。伊予国的战国大名。伊予宇都宮氏末代（8代）当主。大洲城主。

## 生涯
永正16年（1519年），宇都宮清綱之子誕生。伊予宇都宮氏是下野宇都宮氏的分家之一，与下野宇都宮氏同族，在伊予喜多郡构筑势力。
当時的伊予国内道後方面被守護河野氏、宇和郡西園寺氏所包围，土佐国一条氏、豊後国大友氏、中国地方大内氏、和之后的毛利氏都在伊予进行争斗。
与西園寺氏交战的时候讨伐了西園寺实充之子・公高而彰显其武勇。之后与有姻亲关系的一条氏结盟与河野氏对抗，永禄11年（1568年）在得到毛利氏援军的河野氏在鳥坂峠合战中战败。后被毛利方逮捕。
天正13年（1585年）在備後国病死。位牌在清源寺有供奉。